# 韋馬·勞當
韋馬·勞當（Wilmar Roldán，1980年1月24日—），哥倫比亞籍足球裁判。2003年起替哥倫比亞足球甲級聯賽執法，2008年成為國際足協的國際裁判。2011年為美洲金盃的季軍賽裁決。翌年又為倫敦奧運男子組賽事的8強賽執法。2014年1月，他被選為2014年世界盃的球證之一。

## 資料來源
1. ↑  .   [2014-06-08]. （原始内容存档于2014-04-29）.